# Washington Blade
«Washington Blade» (в перекладі з англ. — «вашингтонське лезо») — щотижнева американська газета-таблоїд для ЛГБТ-аудиторії, що виходить з 1969 року. Видавалася в столиці США.
Була заснована в 1969 році і була найстарішим виданням для ЛГБТ-спільноти в США. Після нью-йоркської газети Gay City News вона є другою в країні за обсягом виробленого тиражу. Її новини розподілялися на місцевому, національному та міжнародному рівнях. Газета виходила щотижня по п'ятницях. До 2010 року випускалося більше 24 тисяч примірників.
З 2001 року належала американському підприємству Window Media. Незважаючи на успішну діяльність газети, 16 листопада 2009 року було оголошено про банкрутство власника, в зв'язку з чим вона припинила своє існування.
Співробітники Washington Blade своїми силами організували нову газету DC Agenda. У лютому 2010 року всі права на Washington Blade, включаючи її архівні випуски й онлайн-архів, були викуплені видавництвом Brown Naff Pitts Omnimedia Inc., що випускає DC Agenda. Незабаром вона була знову перейменована у Washington Blade, і 30 квітня 2010 року вийшов перший номер вже незалежного нового видання.